# Parque Nacional Tsambagarav
O Parque Nacional Tsambagarav (também: Cambagarav Mountain) é um parque nacional na província de Bayan-Ölgii, no oeste da Mongólia.
Cobre mais de 1,110 km2 (430 sq mi) numa região glacial que inclui a montanha Tsambagarav da Mongólia. Possui uma notável população de leopardos das neves, entre outras espécies.